# Squirrel and G-Man Twenty Four Hour Party People Plastic Face Carnt Smile (White Out)
Squirrel and G-Man Twenty Four Hour Party People Plastic Face Carnt Smile (White Out) je první studiové album anglické skupiny Happy Mondays. Vydáno bylo v dubnu roku 1987 vydavatelstvím Factory Records.
Nahrávávání alba probíhalo v prosinci 1986 v londýnském studiu Fire House Studios. Producentem desky byl velšský hudebník John Cale, který se nedlouho předtím zbavil závislosti na alkoholu a drogách. V té době se snažil vylepšit svůj zdravotní stav, kvůli čemuž ve studiu často jedl mandarinky. Členové skupiny s Calem měli problémy, neboť ve skutečnosti očekávali „jiného“ Calea. Kontakt mezi Calem, který si při nahrávání například často četl denní tisk, a kapelou tak často zprostředkovával zvukový inženýr David Young. Cale nakonec ještě před dokončením nahrávání práce producenta zanechal a dokončil ji právě Young.

## Seznam skladeb
| Pořadí | Název                  | Délka |
| ------ | ---------------------- | ----- |
| 1.     | Kuff Dam               | 3:06  |
| 2.     | Tart Tart              | 4:25  |
| 3.     | 'Enery                 | 2:22  |
| 4.     | Russell                | 4:53  |
| 5.     | Olive Oil              | 2:36  |
| 6.     | Weekend S              | 2:23  |
| 7.     | Little Matchstick Owen | 3:42  |
| 8.     | Oasis                  | 3:45  |
| 9.     | 24 Hour Party People   | 4:40  |
| 10.    | Cob 20                 | 4:20  |

## Obsazení
Hudebníci
- Shaun Ryder – zpěv
- Mark „Cow“ Day – kytara
- Paul Ryder – baskytara
- Paul Davis – klávesy
- Mark „Bez“ Berry – perkuse
- Gary Whelan – bicí

Technická podpora
- John Cale – producent
- David Young – zvukový inženýr